# تلماسه: پیشگویی
تلماسه: پیشگویی (انگلیسی: Dune: Prophecy) مجموعهٔ تلویزیونی علمی-تخیلی آمریکایی برای شبکۀ اچ‌بی‌او است که در دنیای تلماسه اثر فرانک هربرت واقع شده است. اتفاق‌های سریال تقریباً ۱۰٫۰۰۰ سال پیش از وقایع رمان تلماسه هربرت از سال ۱۹۶۵ رخ می‌دهد، و بر سرچشمه‌های بنی جزیرت تمرکز دارد، یک انجمن خواهری و نیروی سیاسی انحصاری که اعضای آن تحت آموزش‌های فیزیکی و شرطی‌سازی ذهنی قرار می‌گیرند تا به قدرت‌ها و توانایی‌های مافوق بشری دست یابند. این مجموعه به عنوان پیش‌درآمد فیلم تلماسه (۲۰۲۱) از دنیس ویلنوو قرار می‌گیرد و آلیسون شاپکر به عنوان شورانر، نویسنده و تهیه‌کننده اجرایی فعالیت می‌کند.
در طول کسب حقوق تلویزیونی و فیلم در سال ۲۰۱۶ توسط لجندری پیکچرز برای فرانچایز تلماسه، آنها شروع به ساخت یک فیلم اقتباسی دو قسمتی کردند و ویلنوو تا سال ۲۰۱۷ به عنوان کارگردان مشغول به کار شد. لجندری این سریال را در سال ۲۰۱۹ سفارش داد که یک پروژه فرعی از فیلم‌های ویلنوو می‌باشد. تا سال ۲۰۱۹ چهره‌های خلاق مختلف به آن ملحق شدند و پس از بازنگری‌های خلاقانه، شاپکر با آنا فورستر به عنوان کارگردان برای قسمت‌های متعدد تا ژوئن ۲۰۲۳ تبدیل به شورانر شد. در همین حال، انتخاب بازیگران از نوامبر ۲۰۲۲ تا ژوئن ۲۰۲۳ انجام شد. فیلمبرداری در نوامبر ۲۰۲۲ در بوداپست و اردن آغاز شد و در دسامبر ۲۰۲۳ به پایان رسید.
قسمت نخست تلماسه: پیشگویی در ۱۷ نوامبر ۲۰۲۴ نمایش داده شد. این مجموعه برای فصل دوم تمدید شده است.

## زمینه داستانی
داستان این سریال ۱۰٫۰۰۰ سال پیش از عروج پل اتریدیز، قهرمان رمان تلماسه از سال ۱۹۶۵ می‌گذرد، و دو خواهر هارکونن را دنبال می‌کند که با نیروهایی که آینده بشریت را تهدید می‌کنند مبارزه می‌کنند و فرقه افسانه‌ای معروف به بنی جزیرت را تأسیس می‌کنند.

## بازیگران

### اصلی
- امیلی واتسون در نقش والیا هارکونن[الف][۳]
- اولیویا ویلیامز در نقش تولا هارکونن[ب][۴]
- جودی می در نقش ملکه ناتالیا،[پ][۴] یک امپراتور سلطنتی قدرتمند که هزاران جهان را در ازدواج خود با امپراتور کورینو متحد کرده است.[۵]
- سارا سوفی بوسنینا در نقش پرنسس ینز،[ت] یک شاهدخت جوان مستقل که با فشارهای ناشی از مسئولیت خود به عنوان وارث تاج و تخت شیر طلایی مقابله می‌کند.[۶]
- شالوم برون فرانکلین در نقش میکائلا،[ث] یک زن با اراده فرمن که به خاندان سلطنتی خدمت می‌کند در حالی که در آرزوی سیاره ای است که هرگز آنرا ندیده است.[۶]
- فائولین کانینگهام در نقش خواهر جن،[ج] یک شاگرد خشن و غیرقابل پیش‌بینی در حال آموزش در انجمن خواهری که به ندرت هسته عاطفی خود را آشکار می‌کند.[۶]
- آئویف هیندز در نقش خواهر املین،[چ] یکی از شرکای غیور برخاسته از صف طولانی شهدا، که دین پرشور را به آموزش خود در انجمن خواهری می‌رساند.[۶]
- کلوئی لی در نقش لیلا، جوانترین دانش آموز در مدرسه خواهری با همدلی عمیق فراتر از سال‌های خود.[۶]
- تراویس فیمل در نقش دزموند هارت،[ح] یک سرباز کاریزماتیک با گذشته‌ای مرموز، که به دنبال جلب اعتماد امپراتور به هزینه انجمن خواهری است.[۲]
- مارک استرانگ در نقش امپراتور جاویکو کورینو،[خ] مردی از یک سلسله بزرگ از امپراتوران زمان جنگ، که برای اداره امپراتوری و مدیریت صلح شکننده فراخوانده شده است.[۱]
- جید آنوکا در نقش خواهر تئودوسیا،[د] یک محراب دار با استعداد و جاه طلب در انجمن خواهری که راز خطرناکی در مورد گذشته خود دارد.[۱]
- کریس میسون در نقش کایران اتریدیز،[ذ] یک استاد شمشیر برای یک خاندان بزرگ که جاه طلبی او برای زندگی با نام خانوادگی اش زمانی که ارتباط غیرمنتظره ای با یکی از اعضای خانواده سلطنتی برقرار می‌کند مختل می‌شود.[۱]

### تکرارشونده
- جاش هیستون در نقش کنستانتین کورینو،[ر] پسر نامشروع جاویکو که بین دنبال تأیید پدرش و خوشبختی خودش است.[۷]
- ادوارد دیویس در نقش هارو هارکونن،[ز] سیاستمداری در حال ظهور از یک خاندان بزرگ گذشته، که تمایل شدیدی برای ارتقای خاندان خود به شکوه سابق دارد.[۷]

## قسمت‌ها
| شم. | عنوان                        | کارگردان         | نویسنده                                      | تاریخ انتشار اصلی | آمریکا تعداد بیننده (میلیون) |
| --- | ---------------------------- | ---------------- | -------------------------------------------- | ----------------- | ---------------------------- |
| ۱   | «دست پنهان»                  | Anna Foerster    | Diane Ademu-John                             | ۱۷ نوامبر ۲۰۲۴    | ۰٫۲۰۵                        |
| ۲   | «دو گرگ»                     | John Cameron     | Elizabeth Padden and Kor Adana               | ۲۴ نوامبر ۲۰۲۴    | ۰٫۱۴۲                        |
| ۳   | «انجمن خواهری از همه ارجحتر» | Richard J. Lewis | Monica Owusu-Breen and Jordan Goldberg       | ۱ دسامبر ۲۰۲۴     | ۰٫۱۳۷                        |
| ۴   | «دوبار زاده‌شده»              | Richard J. Lewis | Kevin Lau & Suzanne Wrubel                   | ۸ دسامبر ۲۰۲۴     | ۰٫۱۳۲                        |
| ۵   | «حقیقت، در خون»              | Anna Foerster    | Carlito Rodriguez & Leah Benavides Rodriguez | ۱۵ دسامبر ۲۰۲۴    | ۰٫۱۵۰                        |
| ۶   | «دشمن بلند دست»              | Anna Foerster    | Elizabeth Padden & Suzanne Wrubel            | ۲۲ دسامبر ۲۰۲۴    | ۰٫۱۶۲                        |

## تولید

### توسعه
سفارش کامل مجموعه تلویزیونی تلماسه: پیشگویی در ۱۰ ژوئن ۲۰۱۹ اعلام شد، که توسط لجندری پیکچرز برای سرویس استریم اچ‌بی‌او مکس از وارنر مدیا، تولید خواهد شد. این سریال بر روی بنی جزیرت تمرکز دارد و به عنوان پیش‌درآمد فیلم تلماسه محصول ۲۰۲۱ عمل می‌کند. دنی ویلنوو کارگردانی و تولید قسمت پایلوت سریال را با جان اسپیتز که فیلمنامه آن را می‌نویسد، بر عهده دارد و هر دو به عنوان تهیه‌کننده اجرایی در کنار بایرون مریت، کیم هربرت، کوین جی اندرسون و برایان هربرت، پسر فرانک هربرت، خدمت می‌کنند. ویلنوو گفت: «بنی جزیرت همیشه برای من جذاب بوده است. تمرکز یک سریال حول آن نظم قدرتمند زنان نه تنها مرتبط و الهام‌بخش به نظر رسید، بلکه محیطی پویا برای مجموعه‌های تلویزیونی بود.»
مدت کوتاهی پس از اعلام آن، این پروژه به دلیل کمبود خلاقیت‌های زن به جز نوه فرانک هربرت، کیم هربرت، مورد انتقاد قرار گرفت. دانا کالوو در ژوئیه ۲۰۱۹ استخدام شد تا به عنوان مجری برنامه در کنار اسپیتز خدمت کند. در نوامبر ۲۰۱۹، اسپیتز سریال را ترک کرد تا بر روی دنباله فیلم تمرکز کند. هالیوود ریپورتر گزارش داد که لجندری تله‌ویژن از کار اولیه اسپیتز به عنوان مجری برنامه «راضی نبود» و تصمیم گرفت او را حذف کند. دایان آدمو-جان تا ژوئیه ۲۰۲۱ به عنوان شورانر جدید استخدام شد. با پیشرفت تولید تلماسه: بخش دو، ویلنوو دیگر قادر به کارگردانی نبود و یوهان رنک به عنوان کارگردان برای دو قسمت اول در آوریل ۲۰۲۲ جایگزین او شد. در ماه اکتبر، امیلی واتسون، شرلی هندرسون، ایندیرا وارما، سارا سوفی بوسنینا، شالوم برون فرانکلین، فائولین کانینگهام، آئویف هیندز و کلوئی لیا برای بازی در این سریال انتخاب شدند. تراویس فیمل ماه بعد به جمع بازیگران پیوست. مدت کوتاهی پس از شروع تولید این سریال، اعلام شد که دایان آدمو جان به‌عنوان یکی از شورانرها کناره‌گیری کرده است، اما خلاقانه به‌عنوان تهیه‌کننده اجرایی به فعالیت ادامه خواهد داد، بنابراین آلیسون شاپکر به عنوان تنها شورانر باقی ماند. در ۱ دسامبر ۲۰۲۲، مارک استرانگ، جید آنوکا و کریس میسون به بازیگران نقش‌های اصلی پیوستند. آهنگساز یون ثر بیرکیسن برای اجرای موسیقی سریال استخدام شد. جاش هیستون و ادوارد دیویس در اواخر همان ماه به نقش‌های تکرارشونده پیوستند.

### فیلمبرداری
تولید این سریال در ۲۲ نوامبر ۲۰۲۲ آغاز شد و رنک این را در اینستاگرام خود تأیید کرد. در ابتدا قرار بود فیلمبرداری آن در ۲ نوامبر ۲۰۲۰ در بوداپست و اردن آغاز شود.

## انتشار
تلماسه: پیشگویی در ۱۷ نوامبر ۲۰۲۴ در مکس و اچ‌بی‌او منتشر شد.